# Petrinja
Petrinja este un oraș în cantonul Sisak-Moslavina, Croația, având o populație de 24.671 de locuitori (2011).

## Demografie
Componența etnică a orașului Petrinja
     Croați (84,82%)
     Sârbi (10,98%)
     Bosniaci (1,56%)
     Necunoscut (1,18%)
     Neclasificat (1,11%)
Componența confesională a orașului Petrinja
     Catolici (80,36%)
     Ortodocși (10,42%)
     Fără religie și atei (2,9%)
     Musulmani (2,46%)
     Necunoscută (2,47%)
     Alte religii (1,39%)
Conform recensământului din 2011, orașul Petrinja avea 24.671 de locuitori. Din punct de vedere etnic, majoritatea locuitorilor (84,82%) erau croați, existând și minorități de sârbi (10,98%) și bosniaci (1,56%). Apartenența etnică nu este cunoscută în cazul a 1,18% din locuitori. Din punct de vedere confesional, majoritatea locuitorilor (80,36%) erau catolici, existând și minorități de ortodocși (10,42%), persoane fără religie și atei (2,9%) și musulmani (2,46%). Pentru 2,47% din locuitori nu este cunoscută apartenența confesională.